# Tugimaantee 53
De Tugimaantee 53 is een secundaire weg in Estland. De weg loopt van Mäeltküla naar Matapera en is 3,6 kilometer lang. Het vormt de zuidelijke rondweg van Viljandi.